# Acer amplum
Acer amplum — вид клена, поширений у В'єтнамі та Китаї (Чжецзян, Аньхой, Фуцзянь, Гуандун, Гуансі, Гуйчжоу, Хубей, Хунань, Цзянсі, Сичуань, Юньнань). Росте на висотах від 500 до 2500 метрів. Це велике дерево росте в лісах, зазвичай у долинах. Зафіксовано медичне використання одного з підвидів.

## Опис
Дерева до 25 м заввишки, однодомні. Кора бурувата, темно-коричнева чи темно-сіра, гладка. Гілочки тонкі, голі; нинішнього року зелені чи багряно-зелені, старше 2 років сірі або темно-сірі, сочевички округлі. Листя опадне; ніжка 4–14 см, тонка, гола чи злегка запушена біля вершини в молодому віці; листкова пластинка 7–26 × 5–25 см, зверху темно-зелена чи жовтувато-зелена, знизу світло-зелена, 3- чи 5-лопатева або нелопатева та цілісна, верхівка від тупої до хвостатої. Суцвіття верхнє, щиткоподібне, багатоквіткове, голе. Чашолистків 5, видовжено-яйцюватих і вирізаних біля верхівки, 4.5–5 мм, голі, верхівка тупа. Пелюсток 5, трохи довші за чашолистки. Тичинок 8, ≈ 5 мм у тичинкових квіток, у маточкових коротші, голі. Горішки стислі, плоскі; крило з горішком 2.5–5.5 × 0.6–1.5 см, крила розправлені під тупим, гострим або прямим кутом. Квітує у квітні, плодить у вересні.